# Okręgowe rozgrywki w piłce nożnej woj. białostockiego (1946)
12. Edycja okręgowych rozgrywek w piłce nożnej województwa białostockiego

Okręgowe rozgrywki w piłce nożnej województwa białostockiego prowadzone są przez Białostocki Okręgowy Związek Piłki Nożnej, rozgrywane są w jednej lidze z podziałem na trzy grupy. 

Mistrzostwo Okręgu zdobyła drużyna Motor Białystok.

Ich celem było wyłonienie zwycięzcy, który miał zagrać w Mistrzostwach Polski roku 1946 oraz 1947. Drugim celem tych "bezklasowych" rozgrywek było uformowanie klasy A i B.
Do rywalizacji zgłosiło się 15 drużyn z regionu, zostały one posegregowane w 3 grupach. Mistrzowie grup będą toczyć walkę o 1 miejsce, natomiast inne zespoły według zajętego przez nich miejsca od następnego sezonu wystąpią w rozgrywkach klasy A lub B.
Z uwagi na fakt, że w tym samym roku rozegrano nieligowe Mistrzostwa Polski to rozgrywki białostockiego okręgu możemy zaliczyć do II klasy rozgrywkowej.
Z uwagi na fakt, że rozgrywki białostockiego okręgu zakończyły się zbyt późno, Motor nie wziął udziału w pierwszych powojennych (nieligowych) Mistrzostwach Polski w roku 1946. Mistrzostwa te odbyły się jesienią 1946 roku. Drużyna Motoru wraz z innym zwycięzcami regionalnych rozgrywek zagrała w następnej edycji Mistrzostw i  eliminacji do gry w 1 lidze.
| Rozgrywki | Poziomy rozgrywkowe w sezonie 1946 | Poziomy rozgrywkowe w sezonie 1946 | Poziomy rozgrywkowe w sezonie 1946 |                               |
| --------- | ---------------------------------- | ---------------------------------- | ---------------------------------- | ----------------------------- |
| Centralne | I poziom ligowy                    | Mistrzostwa Polski                 | Mistrzostwa Polski                 | Mistrzostwa Polski            |
| Okręgowe  | II poziom ligowy                   | Mistrzostwa Okręgów - 3 grupy      | Mistrzostwa Okręgów - 3 grupy      | Mistrzostwa Okręgów - 3 grupy |

## Mistrzostwa Okręgu - II poziom rozgrywkowy
GRUPA I
| Poz. | Drużyna             | M | Z | R | P | Bramki | Punkty |
| ---- | ------------------- | - | - | - | - | ------ | ------ |
| 1    | Motor Białystok     | 8 | 7 | 0 | 1 | 34-7   | 14     |
| 2    | Wici Białystok      | 8 | 6 | 0 | 2 | 18-15  | 12     |
| 3    | Sokół Sokółka       | 8 | 1 | 0 | 7 | 10-31  | 2      |
| 4    | Supraślanka Supraśl | 8 | 0 | 0 | 8 | 1-23   | 0      |
| 5    | WKS Tempo Białystok | 8 | 0 | 0 | 8 | 0-23   | 0      |

- Z przyczyn politycznych zespół Jagiellonii został rozwiązany, większość piłkarzy zasiliła nowo powstały klub PKS Motor Białystok (Polska Komunikacja Samochodowa).

GRUPA II
| Poz. | Drużyna               | M | Z | R | P | Bramki | Punkty |
| ---- | --------------------- | - | - | - | - | ------ | ------ |
| 1    | WKS Piechur Białystok | 8 | 7 | 0 | 1 | 36-10  | 14     |
| 2    | OMTUR Łomża           | 8 | 6 | 0 | 2 | 30-8   | 12     |
| 3    | Ognisko Białystok     | 8 | 3 | 0 | 5 | 13-20  | 6      |
| 4    | OMTUR Hajnówka        | 8 | 2 | 1 | 5 | 15-20  | 5      |
| 5    | Iskra Białystok       | 8 | 0 | 1 | 7 | 2-44   | 1      |

GRUPA III
| Poz. | Drużyna              | M | Z | R | P | Bramki | Punkty |
| ---- | -------------------- | - | - | - | - | ------ | ------ |
| 1    | WKS Suwałki          | 8 | 5 | 1 | 2 | 20-14  | 11     |
| 2    | WKS Mazur Ełk        | 8 | 4 | 1 | 3 | 19-13  | 9      |
| 3    | Kolejarz Ełk         | 8 | 4 | 1 | 3 | 19-19  | 9      |
| 4    | WKS Artylerzysta Ełk | 8 | 4 | 0 | 4 | 18-11  | 8      |
| 5    | Zryw Suwałki         | 8 | 1 | 1 | 6 | 8-27   | 3      |

TABELA GRUPY FINAŁOWEJ
| Poz. | Drużyna               | M | Z | R | P | Bramki | Punkty |
| ---- | --------------------- | - | - | - | - | ------ | ------ |
| 1    | Motor Białystok       | 4 | 3 | 0 | 1 | 15-7   | 6      |
| 2    | WKS Piechur Białystok | 4 | 3 | 0 | 1 | 13-9   | 6      |
| 3    | WKS Suwałki           | 4 | 0 | 0 | 4 | 0-12   | 0      |

- Przy równej ilości punktów odbył się dodatkowy mecz o 1 miejsce:

PKS Motor Białystok : WKS Piechur Białystok 2:1, bramki dla Jagiellonii: Wołoncewicz 57', Choroszucha 118'
OSTATECZNA KLASYFIKACJA
| L.p.  | Drużyna               | Uwagi              |
| ----- | --------------------- | ------------------ |
| 1     | Motor Białystok       | Mistrzostwa Polski |
| 2     | WKS Piechur Białystok | Klasa A            |
| 3     | WKS Suwałki           | Klasa A            |
| 4-5-6 | Wici Białystok        | Klasa A            |
| 4-5-6 | OMTUR Łomża           | Klasa A            |
| 4-5-6 | WKS Mazur Ełk         | Klasa A            |
| 7     | Kolejarz Ełk          | Klasa A            |
| 8-9   | Sokół Sokółka         | Klasa B            |
| 8-9   | Ognisko Białystok     | Klasa B            |
| 10-12 | Supraślanka Supraśl   | Klasa C            |
| 10-12 | OMTUR Hajnówka        | Klasa B            |
| 10-12 | WKS Artylerzysta Ełk  | Klasa B            |
| 13-15 | WKS Tempo Białystok   | Klasa C            |
| 13-15 | Iskra Białystok       | Klasa B            |
| 13-15 | Zryw Suwałki          | Klasa B            |